# Coey Motor

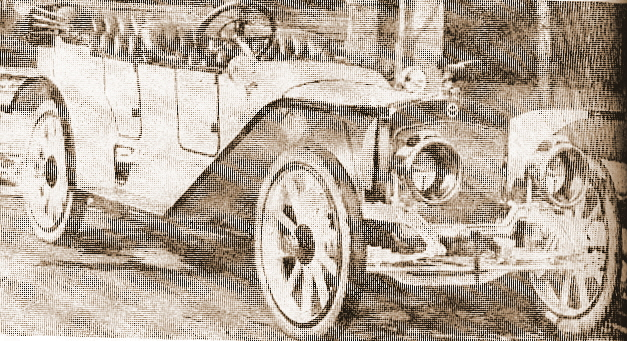
Coey Flyer Four (1913)

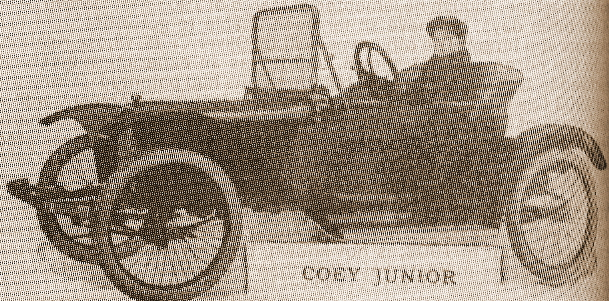
Coey Junior (1914)

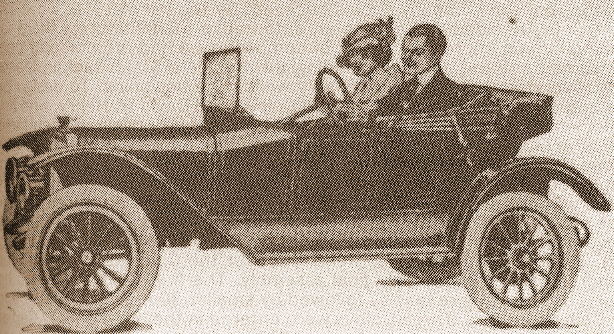
Coey Bear (1915)

Die Coey Motor Company war ein US-amerikanischer Automobilhersteller.

## Beschreibung
Das Unternehmen war von 1913 bis 1917 in Chicago (Illinois) ansässig. Gegründet wurde die Gesellschaft unter dem Namen Coey-Mitchell Automobile Company von Charles A. Coey. Die Familie Coey und ihr Name stammen aus Nordirland.
Das Unternehmen stellte den Coey Junior mit Zweizylindermotor und den Coey Bear mit Vierzylindermotor her. Die Modelle werden zwar als Cyclecar bezeichnet, allerdings ist es unklar, ob sie die Kriterien erfüllen. Daneben entstand der vier- oder sechszylindrige Sportwagen Coey Flyer, der speziell für Coeys USA-weite Kette von Fahrschulen gebaut wurde. 1917 kaufte die Wonder Motor Truck Company die Coey Motor Company auf.

## Coey-Modelle
| Modell     | Bauzeitraum | Zylinder | Leistung             | Radstand | Aufbauten                             |
| ---------- | ----------- | -------- | -------------------- | -------- | ------------------------------------- |
| A          | 1913        | 4 Reihe  | 18 bhp (13,2 kW)     | 2438 mm  | Roadster 2 Sitze                      |
| Flyer Four | 1913–1915   | 4 Reihe  | 24 bhp (17,6 kW)     | 2642 mm  | Tourenwagen 4 Sitze                   |
| Flyer Six  | 1913–1915   | 6 Reihe  | 48–60 bhp (35–44 kW) | 3251 mm  | Tourenwagen 4 Sitze                   |
| Junior     | 1914–1915   | 2 Reihe  | 9 bhp (6,6 kW)       | 2438 mm  | Roadster 2 Sitze, Coupé 2 Sitze       |
| Bear       | 1914–1915   | 4 Reihe  | 12 bhp (8,8 kW)      | 2438 mm  | Roadster 2 Sitze                      |
| Flyer      | 1916–1917   | 4 Reihe  | 16 bhp (11,8 kW)     | 2438 mm  | Roadster 2 Sitze, Tourenwagen 4 Sitze |

## Markenname C-L-C
Diesen Markennamen gab es von 1914 bis 1915. Ein wassergekühlter Vierzylindermotor mit 12 PS Leistung trieb über ein Planetengetriebe und eine Kardanwelle die Hinterachse an. Zur Wahl standen Roadster und Limousine.